# Dvärgrotfjäril
Dvärgrotfjäril (Phymatopus hecta) är en fjärilsart som först beskrevs av Carl von Linné 1758.  Dvärgrotfjäril ingår i släktet Phymatopus, och familjen rotfjärilar. Arten är reproducerande i Sverige.

## Bildgalleri

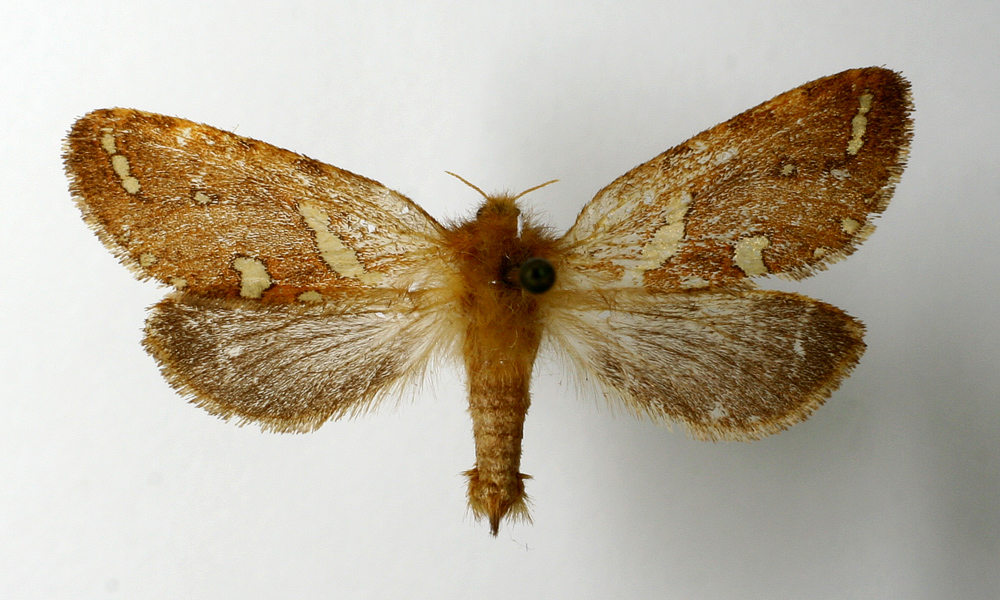
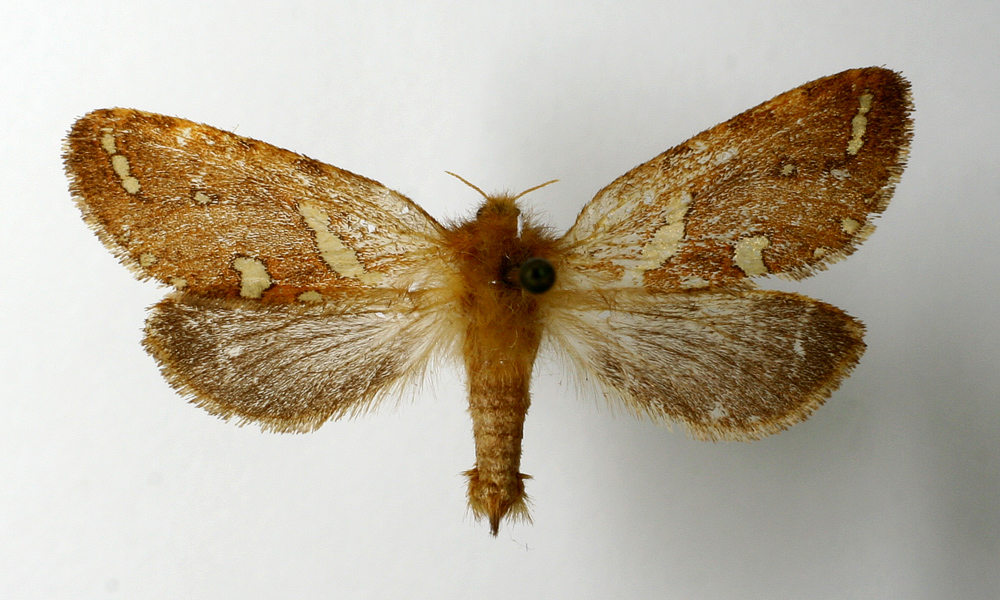